# Cantuk
Cantuk is een bestuurslaag in het regentschap Banyuwangi van de provincie Oost-Java, Indonesië. Cantuk telt 4229 inwoners (volkstelling 2010).